# Lukiv, Turiisk
Lukiv (în ucraineană Луків) este o așezare de tip urban din raionul Turiisk, regiunea Volînia, Ucraina. În afara localității principale, nu cuprinde și alte sate.

## Demografie
Componența lingvistică a așezării de tip urban Lukiv
     Ucraineană (98,44%)
     Rusă (1,56%)
Conform recensământului din 2001, majoritatea populației așezării de tip urban Lukiv era vorbitoare de ucraineană (98,44%), existând în minoritate și vorbitori de rusă (1,56%).